# The Avatars
A The Avatars angol nyelvű, olasz–spanyol koprodukciós televíziós filmsorozat, amelynek történetét Kate King Lynch adaptálta az olasz eBand című sorozat alapján. A forgatókönyvet Kate King Lynch és Jesse Wolfe írta, Luis Santamaría és Toño Lopez rendezte, a zenéjét Xavi Font szerezte. Olaszországban 2013 novemberétől a Disney Channel, Magyarországon pedig 2014. április 25-étől a Megamax tűzte műsorra.

## Szereplők

### Főszereplők
| Szereplő | Színész               | Magyar hang                                        |
| -------- | --------------------- | -------------------------------------------------- |
| J.P.     | Tyler Young           | Penke Bence                                        |
| Robbie   | Kirk Bonacci          | Baráth István                                      |
| Bo       | Malcolm Xavier        | - Ungvári Gergely (1. évad) - Czető Ádám (2. évad) |
| Lou      | India Coombs          | Hermann Lilla                                      |
| Lexy     | Gabrielle Carrubba    | Pekár Adrienn                                      |
| Paz      | Benjamin Nathan-Serio | Joó Gábor                                          |
| Tara     | Anna Dalton           | Sipos Eszter Anna                                  |

### Mellékszereplők
| Szereplő          | Színész         | Magyar hang   |
| ----------------- | --------------- | ------------- |
| Mr. Zappa         | Jeff Espinoza   | Forgács Gábor |
| J.P. és Lou anyja | Veronica Polo   |               |
| Mrs. Castillo     | Mercedes Arbizu |               |
| Carmen            | Lucía Gil       | Molnár Ilona  |

### Rövid ismertető
J.P. – A banda énekese, akusztikus és elektromos gitáron játszik. Avatars neve: Eko. Eredetileg Bóval alapították a bandát, még mielőtt Robbie-t megismerték volna. Lou testvére, Paz unokaöccse és Bo legjobb barátja. Első látásra fülig belehabarodott Lexybe.
Robbie – 16 éves. A banda basszusgitárosa. Avatars neve: Larsen. Csak később kapcsolódott a bandához, de a sorozat kezdetekor már tag volt. Mindennap kikosarazza egy-egy lány. Az álma, hogy mindenkinek elmondja, hogy ő Larsen az Avatars-ból. Minden szavához hozzáteszi a „Rob-” előtagot.
Bo – 16 éves. A banda billentyűse, és még sok más hangszeren is játszik. Avatars neve: Dr. Sound. J.P. legjobb barátja. Eredetileg vele alapították a bandát, még mielőtt Robbie-t megismerték volna. 8 éve járnak Louval.
Lou – 15 éves. A banda videóklipjeinek animátora. 8 éve járnak Bóval. J.P. testvére, Paz unokahúga. Lexy legjobb barátja.
Lexy – 16 éves. Az Avatars legnagyobb rajongója, mindig ő blogol róluk legelőször. Ő szeretne a legnagyobb blogger lenni a világon. Carmen blogjával rivalizál. Lou legjobb barátja.
Paz – 33 éves. A banda menedzsere. J.P. és Lou nagybátyja. Tara legjobb barátja.
Tara – 28 éves. Paz legjobb barátja. Kétnaponta kirúgják, de mindig talál új munkát.
Carmen – Az Avatars másik nagy rajongója. Sokat posztol a bandáról és a saját dalfeldolgozásairól.

## Évados áttekintés
| Évad | Évad | Epizódok | Eredeti sugárzás  | Eredeti sugárzás  | Magyar sugárzás     | Magyar sugárzás     |
| Évad | Évad | Epizódok | Évadpremier       | Évadfinálé        | Évadpremier         | Évadfinálé          |
| ---- | ---- | -------- | ----------------- | ----------------- | ------------------- | ------------------- |
|      | 1    | 26       | 2013. november 4. | 2013. december 6. | 2014. április 25.   | 2014. május 7.      |
|      | 2    | 26       | 2013.             | 2014.             | 2014. augusztus 10. | 2014. szeptember 4. |